# Nguyễn Dữ

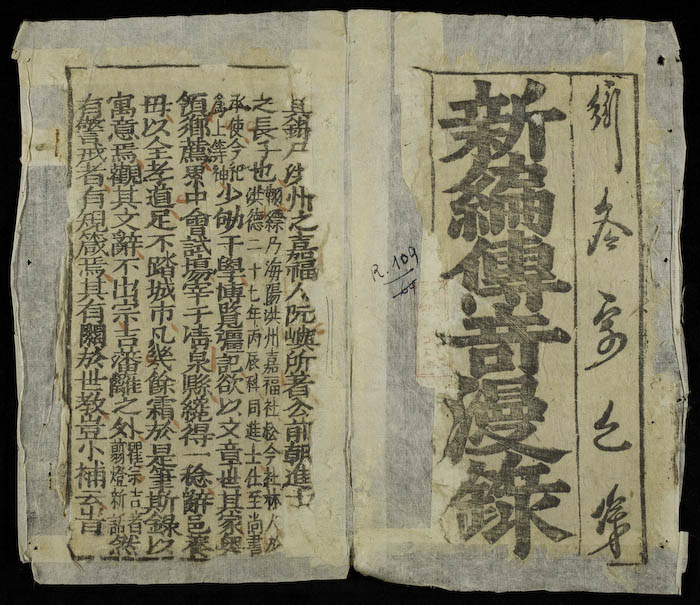
Truyền kỳ mạn lục (Version von 1763)

Nguyễn Dư  (Chữ Hán: 阮餘), auch bekannt als Nguyễn Dữ (阮與), war ein vietnamesischer Dichter des 16. Jahrhunderts.
Über sein Leben ist wenig bekannt. Er war wohl ein Schüler des Gelehrten Nguyễn Bỉnh Khiêm (1491–1585). Nachdem er alle Beamtenprüfungen bestanden hatte, trat er – wie sein Lehrer – in den Dienst der neuen Mạc-Dynastie, von der sich viele Gelehrte eine Erneuerung des geschwächten Staatswesens erhofften. Nachdem die Misswirtschaft unter den Mạc jedoch noch zunahm und das Land im Bürgerkrieg versank, zog er sich bald aus dem politischen Leben zurück und widmete sich der Literatur. 
Zwischen den 1520er- und 1540er-Jahren erschien sein in Chữ Hán – also klassischem Chinesisch – verfasstes Werk Truyền kỳ mạn lục (傳奇漫錄, deutsch etwa „Sammlung seltsamer Geschichten“). Dabei handelt es sich um eine Bearbeitung der um 1378 veröffentlichten Geschichtensammlung Jiandeng Xinhua des chinesischen Schriftstellers Qu You. Das Werk umfasst eine Reihe von fabelähnlichen Erzählungen von unterhaltsamem Charakter, bei denen Menschen auf Geister, Dämonen und Gottheiten treffen. Nguyễn Dữ übernahm einige der Geschichten direkt aus dem chinesischen Original, das seit mindestens 1467 in Vietnam bekannt war, und ergänzte diese um eigene Erzählungen, in denen er häufig in Form von Parabeln Kritik an der Mạc-Herrschaft äußerte. Das Werk wurde bald ins Vietnamesische (Chữ Nôm) übersetzt und erlangte in dieser Fassung weite Verbreitung. In den folgenden Jahrhunderten erschienen zahlreiche Abwandlungen und Ergänzungen des Themas.
Nguyễn Dữ ist nicht mit dem deutlich bekannteren Nguyễn Du (1765–1820) zu verwechseln.